# Shigetoshi Hasebe
Shigetoshi Hasebe (jap. 長谷部 茂利, Hasebe Shigetoshi; * 23. April 1971 in der Präfektur Kanagawa) ist ein ehemaliger japanischer Fußballspieler und -trainer.

## Karriere

### Spieler
Hasebe erlernte das Fußballspielen in der Schulmannschaft der Toin Gakuen High School und der Universitätsmannschaft der Chūō-Universität. Seinen ersten Vertrag unterschrieb er 1994 bei Verdy Kawasaki. Der Verein spielte in der höchsten Liga des Landes, der J1 League. Mit dem Verein wurde er 1994 japanischer Meister. Für den Verein absolvierte er 61 Erstligaspiele. Im August 1997 wechselte er zum Zweitligisten Kawasaki Frontale. 1998 wechselte er zum Erstligisten Vissel Kōbe. Für den Verein absolvierte er 81 Erstligaspiele. 2001 wechselte er zum Ligakonkurrenten JEF United Ichihara. Für den Verein absolvierte er 41 Erstligaspiele. Im Juli 2003 beendete er seine Karriere als Fußballspieler.

### Trainer
Shigetoshi Hasebe begann seine Trainerkarriere im Februar 2006 als Co-Trainer der U18-Mannschaft von Vissel Kōbe. Von 2011 bis 2015 war er Co-Trainer der ersten Mannschaft von Vissel. Im Februar 2016 wechselte er zu JEF United Chiba. Hier übernahm er bis Ende Juli 2016 das Amt des Co-Trainers. Am 25. Juli 2017 wurde er Cheftrainer bei dem Zweitligisten. Das Amt übte er bis Ende Januar 2017 aus. Nachdem der Argentinier Juan Esnáider im Februar 2017 Cheftrainer des Zweitligisten wurde trat er wieder als Co-Trainer in die zweite Reihe. Die Saison 2018 und 2019 stand er als Trainer beim Zweitligisten Mito Hollyhock in Mito unter Vertrag. Am 1. Februar 2020 wurde er Cheftrainer beim Erstligisten Avispa Fukuoka. Am Ende der Saison 2023 wurde er zum Trainer des Jahres gewählt. Hier stand er vier Spielzeiten unter Vertrag. Im Januar 2025 wechselte er zum ebenfalls in der ersten Liga spielenden Kawasaki Frontale. Am 3. Mai 2025 stand er mit Frontale im Finale der AFC Champions League Elite. Hier musste man sich jedoch dem saudi-arabischen Vertreter al-Ahli mit 2:0 geschlagen geben.

## Erfolge

### Spieler
Verdy Kawasaki
- Japanischer Meister: 1994
- Japanischer Vizemeister: 1995
- Japanischer Ligapokalsieger: 1994
- Japanischer Ligapokalfinalist: 1996
- Japanischer Pokalsieger: 1996

### Trainer
Avispa Fukuoka
- Japanischer Ligapokalsieger: 2023

Kawasaki Frontale
- AFC Champions League Elite-Finalist: 2024/25

## Auszeichnungen

### Trainer
J. League
- Trainer des Jahres: 2023